# Ramón Ramírez
Jesús Ramón Ramírez Ceceña (* 5. Dezember 1969 in Tepic, Nayarit) ist ein ehemaliger mexikanischer Fußballspieler, dessen Stammposition sich im Mittelfeld befand.
Er absolvierte 122 Länderspiele für die mexikanische Nationalmannschaft und gewann mit seinem langjährigen Verein Chivas Guadalajara die mexikanische Fußballmeisterschaft im Torneo Verano 1997. Er nahm für Mexiko an der Fußball-Weltmeisterschaft 1994, dem FIFA-Konföderationen-Pokal 1997, an der Fußball-Weltmeisterschaft 1998 und am FIFA-Konföderationen-Pokal 1999 teil.

## Erfolge
- Mexikanischer Meister: Verano 1997